# The Magic Mirror (film 1915)
The Magic Mirror è un cortometraggio muto del 1915 diretto da Allen Curtis. Prodotto e distribuito dalla Universal Film Manufacturing Company, aveva come interpreti Ernest Shields, Betty Schade, Beatrice Van.

## Trama
Dopo avere litigato con la moglie, Ernest Shields esce per andare a ubriacarsi. Sulla strada del ritorno, incontra una ragazza alla quale dà un appuntamento. Tornato a casa, i due coniugi hanno un nuovo scontro verbale e quando Ernie esce ancora una volta, la moglie decide di seguirlo. Al parco, vede il marito incontrare l'altra donna. Senza farsi vedere, se ne va. A casa, piangendo, si addormenta. Attraverso un grande specchio, le appare la visione di Satana che le racconta tutto quello che sta facendo in quel momento il marito. Nel frattempo, Ernie ha invece dei problemi perché la sua nuova amica ha un marito che manda all'aria il loro incontro. Pesto e con il mal di testa, a Ernie non resta altro che ritornare a casa dove trova la moglie addormentata sul divano. Dopo averla svegliata, parla con lei dei suoi problemi, promettendole di fare da quel momento in poi il bravo ragazzo e di non addolorarla più coi suoi comportamenti sconsiderati. Anche lei è pentita e i due sposi si riconciliano, l'uno nelle braccia dell'altra.

## Produzione
Il film fu prodotto dalla Universal Film Manufacturing Company come Joker.

## Distribuzione
Distribuito dalla Universal Film Manufacturing Company, il film - un cortometraggio della lunghezza di 150 metri - uscì nelle sale statunitensi il 25 gennaio 1915. Nelle proiezioni, veniva programmato con il sistema dello split reel, accorpato in un'unica bobina con un altro cortometraggio prodotto dall'Universal, il documentario Views of Holland.